# Melitta maura
Melitta maura är en biart som först beskrevs av Pérez 1896.  Melitta maura ingår i släktet blomsterbin, och familjen sommarbin. Inga underarter finns listade i Catalogue of Life.